# Fred Onyedinma
Fred Onyedinma, né le 24 novembre 1996 à Lagos, est un footballeur nigérian qui évolue au poste de milieu droit.

## Biographie
Le 4 janvier 2014, il fait ses débuts en faveur de Millwall lors d'un match contre Southend United en FA Cup (défaite 4-1).
Lors de la saison 2014-2015, il est prêté au Wycombe Wanderers, club évoluant en League Two (quatrième division). Il inscrit huit buts en championnat avec cette équipe. 
Le 30 août 2018, il est prêté à Wycombe Wanderers.
Le 30 juillet 2019, il rejoint Wycombe Wanderers.